# (2971) Mohr
Pour les articles homonymes, voir Mohr.
(2971) Mohr est un astéroïde de la ceinture principale.

## Description
(2971) Mohr est un astéroïde de la ceinture principale. Il fut découvert le 30 décembre 1980 à l'Observatoire Kleť par Antonín Mrkos, et nommé en l’honneur de l'astronome tchécoslovaque Josef M. Mohr (1901-1979).
(2971) Mohr présente une orbite caractérisée par un demi-grand axe de 2,25 UA, une excentricité de 0,12 et une inclinaison de 7,0° par rapport à l'écliptique.

## Compléments